# Suha (Bohinj)
Suha je gorski potok, ki izvira v bližini vasi Podjelje na obronku planote Pokljuka v Julijskih Alpah. Teče skozi vas Bohinjska Češnjica in se pri Srednji vasi v Bohinju izliva v potok Ribnica. Ta se nato izliva v Mostnico, ki se pri Bohinjskem jezeru izliva v Savo Bohinjko.